# Гетта, Давид
Пьер Дави́д Ге́тта́ (англ. и фр. Pierre David Guetta; [daˌviːd ɡɛˈta]; род. 7 ноября 1967, Париж) — французский диджей и продюсер.
Один из самых популярных музыкальных продюсеров, сотрудничает с такими исполнителями и группами как Jessie J, The Black Eyed Peas, Биби Рекса, Рианна, Эйкон, Крис Уиллис, Келли Роуленд, Лил Уэйн, Келис, Мадонна, Кид Кади, Эстель, Pitbull, Ферги, K’naan, will.i.am, LMFAO, Тайо Крус, Flo Rida, apl.de.ap, Snoop Dogg, Sia, Martin Garrix, Lady Gaga, Ники Минаж и Shakira.
В 2011, 2020, 2021 и 2023 годах признавался диджеем года по версии DJ Magazine.

## Биография

### 1984—2000: Юность и начало карьеры
Его отец — марокканец еврейского происхождения, его мать — бельгийка.
В возрасте семнадцати лет Давид начинает работать диджеем в парижском клубе «Broad Club». Поначалу он проигрывал популярные песни, но в 1987-м году открыл для себя жанр хаус, после того как услышал по радио трек «Love Can’t Turn Around», исполненный американским диджеем Фарли Кейтом. На следующий год он начинает вести свои собственные вечеринки.
В 1990 году, совместно с французским рэпером Сидни Дютеем, Гетта выпускает альбом Nation Rap. В 1994 году Гетта, вместе с вокалистом Робертом Оуэнсом, выпускает свой первый сингл — «Up & Away». В 1995-м году Гетта становится менеджером ночного клуба Le Palace и продолжает организовывать вечеринки, такие как вечеринка Scream в клубе Les Bains Douches.

### 2001—2006:Just a Little More LoveиGuetta Blaster
10 июня 2002 года выпускает дебютный сольный альбом — Just a Little More Love. Было продано более 300 000 при участии Криса Уиллиса.
В 2003 году Гетта выпускает компиляцию под названием Fuck Me I’m Famous (на обложках первое слово изображалось как F***). Она содержала трек Just For One Day (Heroes) — ремикc песни Heroes Дэвида Боуи. Название компиляции придумано Давидом Гетта после вечеринки на Ивисе.
Второй сольный альбом — Guetta Blaster, был выпущен 13 сентября 2004 года. В него вошёл гимн хаус-музыки — «The World Is Mine», записанный с JD Davis. Также с этим певцом записан сингл «In Love With Myself». Позже на него создал ремикс итальянский диджей Бенни Бенасси. С Крисом Уилисом записано два сингла: «Money» и «Stay».
В 2006 году был выпущен «Love Don’t Let Me Go» — мэшап одноимённого сингла 2002 года и песни «Walking Away» группы The Egg. Мэшап занял более высокую позицию в чартах, нежели оригинальный вариант песни.

### 2007—2008:Pop Life

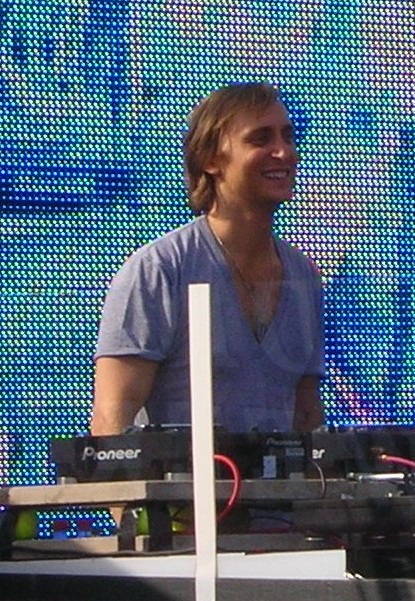
Выступление Давида Гетта, Май 2007 года

18 июня 2007 года Гетта выпускает третий сольный альбом — Pop Life. Согласно EMI, к 2010 году было продано более 530 000 копий альбома. Главный сингл альбома «Love Is Gone» занял первое место в American Dance Chart и попал в Billboard Hot 100. Также в альбом вошли следующие синглы: «Baby When The Light» совместно со шведом Стивом Анжелло и певицей Cozi Costi, «Delirious» с Тарой Макдональд, «Tomorrow Can Wait» с Крисом Уиллисом и немецким диджеем Tocadisco; позднее всех, в 2008-м году вышел сингл «Everytime We Touch», записанный совместно со шведскими хаус-мафиози Стивом Анжелло и Себастианом Ингроссо и со всё и тем же американским вокалистом Крисом Уиллисом. Причём с этим синглом связана интересная история: третий хаус-мафиози Аксвелл выпустил ремикс под эту песню, который получил большую известность в клубах Швеции и на острове Ивиса. Но так или иначе, Гетта отклонил ремикс, так как он содержал семплы из сингла самого Аксвелла «What A Wonderful World», который он записал с французским диджеем Бобом Синкларом.
Также он продолжает выступать во многих странах, рекламируя свой новый альбом. В 2008 году, он вместе со своей женой Кэти организует выступление, под названием «UNIGHTED». Кроме самого Гетта, также выступали Tiësto, Карл Кокс, Жоаким Гарро и Мартин Сольвейг. Выступление собрало около сорока тысяч человек.

### 2009—2010:One Love,One More Loveи международный успех
Начиная с апреля 2009 года Давид Гетта ведёт своё радио-шоу «Fuck Me I’m Famous» в эфире интернет-радиостанции RauteMusik.FM. Позже шоу стали проводить на радиостанции Radio 538, по пятницам, сразу после «Tiësto’s Club Life».
16 июня 2009 года группа Black Eyed Peas выпускает спродюсированный Давидом второй сингл «I Gotta Feeling» с их пятого студийного альбома The E.N.D.. Сингл занимал верхние строчки чартов в семнадцати странах, а также стал самой скачиваемой песней в Великобритании (более миллиона проданных копий) и в США (шесть миллионов проданных копий). Позже этот трек объявят лучшим за 2009 год в рейтинге «NRJ Music Awards».
21 августа 2009 года Гетта выпускает свой четвёртый сольный альбом — One Love, который имеет три промосингла — «Gettin' Over» с Крисом Уиллисом, «I Wanna Go Crazy» с вокалистом The Black Eyed Peas Will.i.am’ом и «If We Ever» с певицей Makeba Riddick. Первый сингл с альбома — «When Love Takes Over», исполненный совместно с Келли Роуленд, достиг первого места в UK Singles Chart. Второй сингл — «Sexy Bitch», исполненный совместно с Akon, также поднялся на первую строчку хит-парадов Великобритании. Третий сингл «One Love» был записан совместно с певицей Эстель. Четвёртый — «Memories» был записан с американским хип-хоп исполнителем Кидом Кади. 24 августа 2010 года альбом был переиздан. В состав альбома вошёл новый, четвёртый сингл — Gettin’ Over, а также ремиксы треков Revolver и Acapella Acapella.
Альбом вышел в нескольних вариантах, кроме основного, также было выпущено 7 альбомов:
- One Love. Special Edition
- One Love. XXL. Limited Edition (3 CD + DVD)
- One Love (2 LP)
- One More Love. Deluxe Limited Edition (2 CD)
- One More Love (2 CD)
- One More Love (2 CD)
- One Love

Также в 2009 году Гетта занял третье место в списке лучших диджеев по версии журнала DJ Magazine — «Top 100 DJs».
2 декабря 2009 года, на 52-й церемонии вручения премии «Грэмми», Гетта номинировался на четыре награды: в категории «Запись года» за песню «I Gotta Feeling», в категории «Лучший электронный/танцевальный альбом» за альбом «One Love», в категориях «Лучшая танцевальная запись» и «Лучший ремикс» за песню «When Love Takes Over», исполненную совместно с Келли Роуленд. В номинации «Лучший ремикс», Гетта получил награду.
29 ноября 2010 года Давид выпускает переиздание четвёртого альбома под названием One More Love. Первый диск содержал треки из альбома One Love, а во второй — новые треки, включая такие как «Commander», пятый сингл альбома One Love — «Who’s That Chick?», записанный с барбадосской певицей Рианной и «Gettin’ Over».
Из совместных синглов за этот период нужно отметить такие как «Commander» с Келли Роуленд, «Who’s That Chick?» с Рианной, «Acapella» с Келис, «Louder Than Words» с Афроджеком и Niles Mason, «Freak» с Эстель и Kardinal Offishall и, наверное, самый знаменитый из перечисленных — «Club Can’t Handle Me», записанный с Флоу Райда.

### 2011―2014:Nothing But the Beat & Jack Back Records

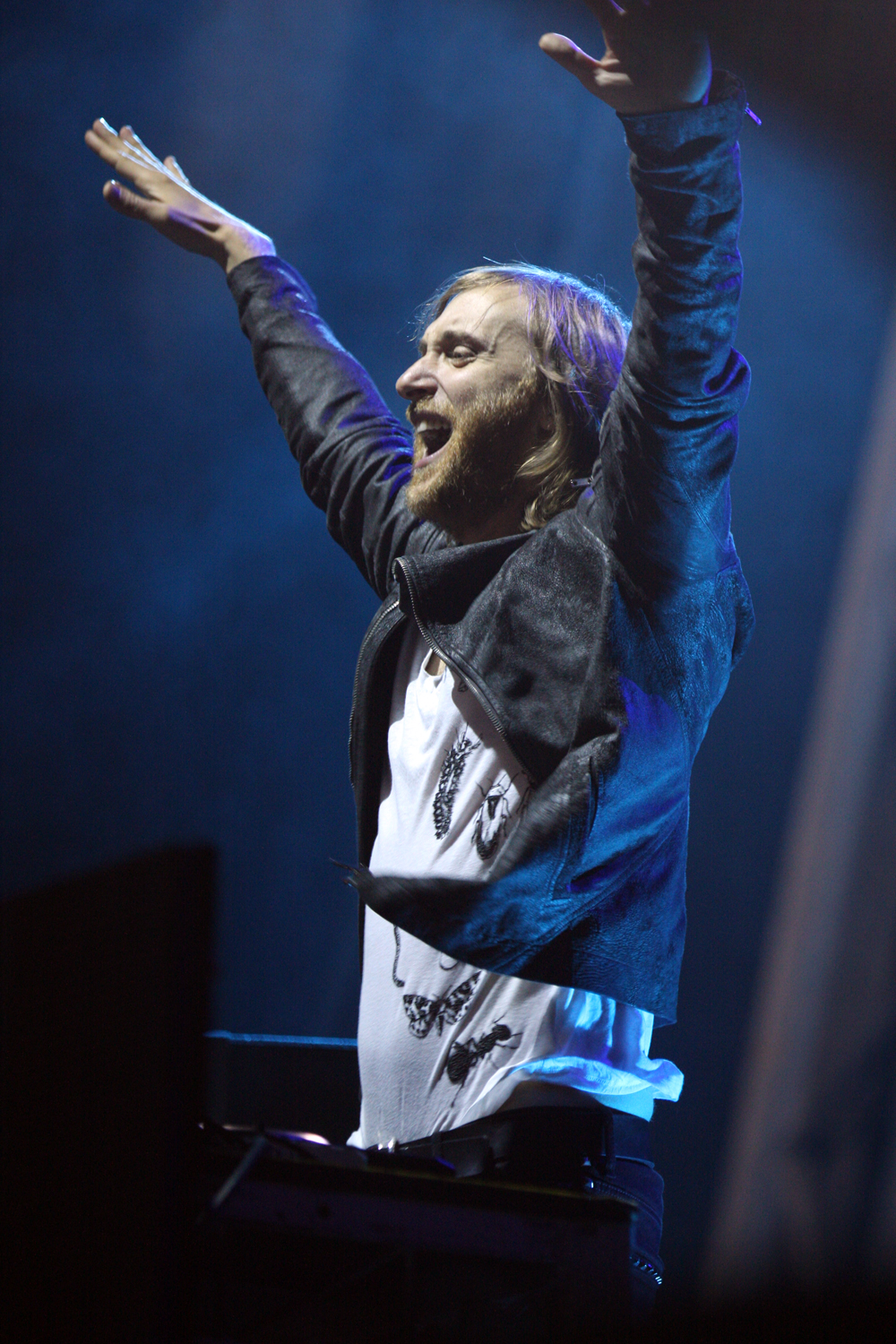
Гетта в 2012 году

Пятый студийный альбом Давида Гетта «Nothing but the Beat» был выпущен 30 августа 2011 года на двух дисках. На первом диске вокальные композиции, а на втором электронные. Первый сингл «Where Them Girls At» при участии Ники Минаж и Флоу Райда был выпущен 2 мая 2011 года. «Little Bad Girl» с Ludacris и Taio Cruz была выпущена в качестве второго сингла 28 июня 2011 года. Альбом также включает хит-сингл «Sweat» записанный со Snoop Dogg. Третий сингл «Without You» совместно с Ашер был выпущен 27 Сентября 2011 года. Гетта также выпустил три промосингла для Nothing But the Beat, «Titanium» совместно с Sia, «Lunar» с Afrojack и «Night of Your Life» совместно с Дженнифер Хадсон. В 2012 году Гетта создал новый лейбл звукозаписи, известный как Jack Back Records.
Во время гастролей с Рианной он дебютировал со своим новым треком на стадионе Твикенхэм 15 июня 2013 года. 19 июня 2013 года Гетта опубликовал обложку своего нового сингла в своем профиле в Instagram.
В сентябре Гетта представил клип на новый трек «One Voice» с участием инди-певца Микки Экко. Он был выпущен 4 ноября в рамках гуманитарной кампании ООН под названием «Мир нуждается в большем».
Гетта был соавтором и продюсером песни «Fashion» на третьем студийном альбоме Леди Гаги. Он также внес свой вклад в написание песен и продюсирование восьмого студийного альбома Бритни Спирс.
20 января 2014 года Гетта выпустил сингл Shot Me Down с участием американской певицы Скайлар Грей.
14 июня Гетта выпустил сингл «Blast Off» вместе с Каз Джеймсом. Он вошел в мини-альбом под названием Lovers on the Sun, который он выпустил позже в том же месяце.

### 2014—2016: Listen and UEFA Euro 2016

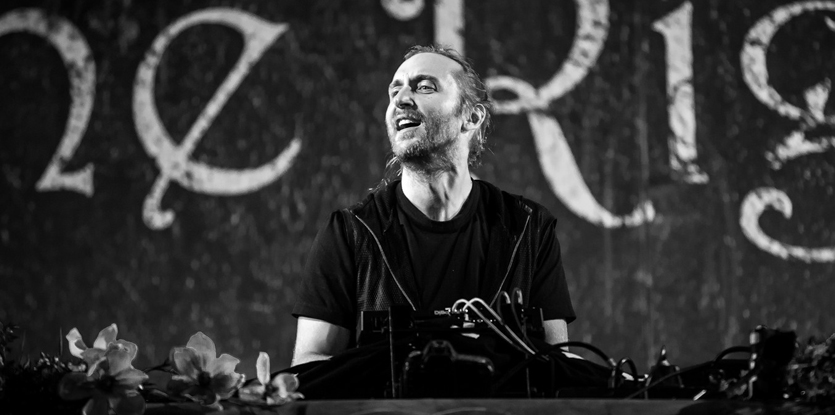
Гетта в 2014 году

30 июня 2014 года сингл «Lovers on the Sun» был официально выпущен в качестве первого сингла с шестого студийного альбома Гетты Listen. Второй сингл с альбома, «Dangerous» был выпущен в качестве второго сингла с альбома 5 октября 2014 года. Сам альбом был выпущен 21 ноября 2014 года на лейблах Big Beat Records и Atlantic Records.
20 февраля 2015 года был выпущен третий сингл с альбома «What I Did for Love». В марте 2015 года Гетта выпустила четвертый сингл с альбома под названием «Hey Mama». В нем присутствует вокал Ники Минаж и Биби Рексы, а также Афроджека. Сингл оказался успешным, достигнув первой десятки в Великобритании и США. 22 июня 2015 года Гетта стала третьим музыкантом, достигшим 2 миллиардов потоков на Spotify.
27 ноября 2015 года Гетта переиздал альбом Listen как Listen Again для продвижения синглов «Sun Goes Down», «Pelican», «The Death of EDM», «Clap Your Hands» и новой версии «Bang My Head».

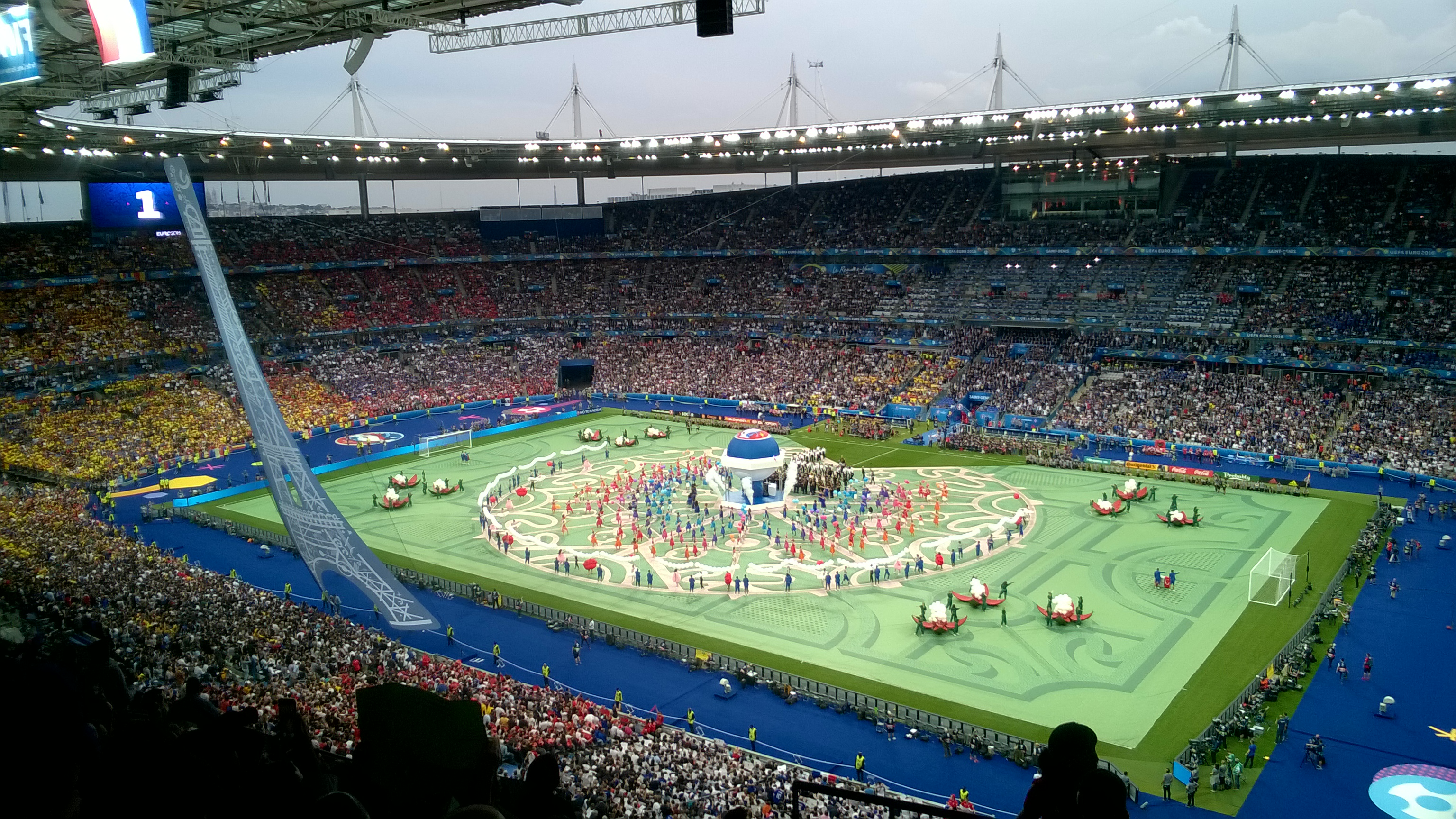
Церемония открытия Чемпионата Европы по футболу 2016

В декабре 2015 года УЕФА объявил, что Гетта станет музыкальным послом Чемпионата Европы по футболу 2016, а официальной песней турнира станет «This One's for You» с вокалом шведской певицы Сары Ларссон. УЕФА также объявил, что песня будет интегрирована на протяжении всего турнира, в том числе во время открытия и закрытия каждого телевизионного матча, а также будет исполнена Геттой на церемонии открытия и закрытия и во время бесплатного концерта на Марсовом поле под Эйфелевой башней 9 июня. Сингл был выпущен 13 мая 2016 года, за ним последовал ремикс 8 июля.

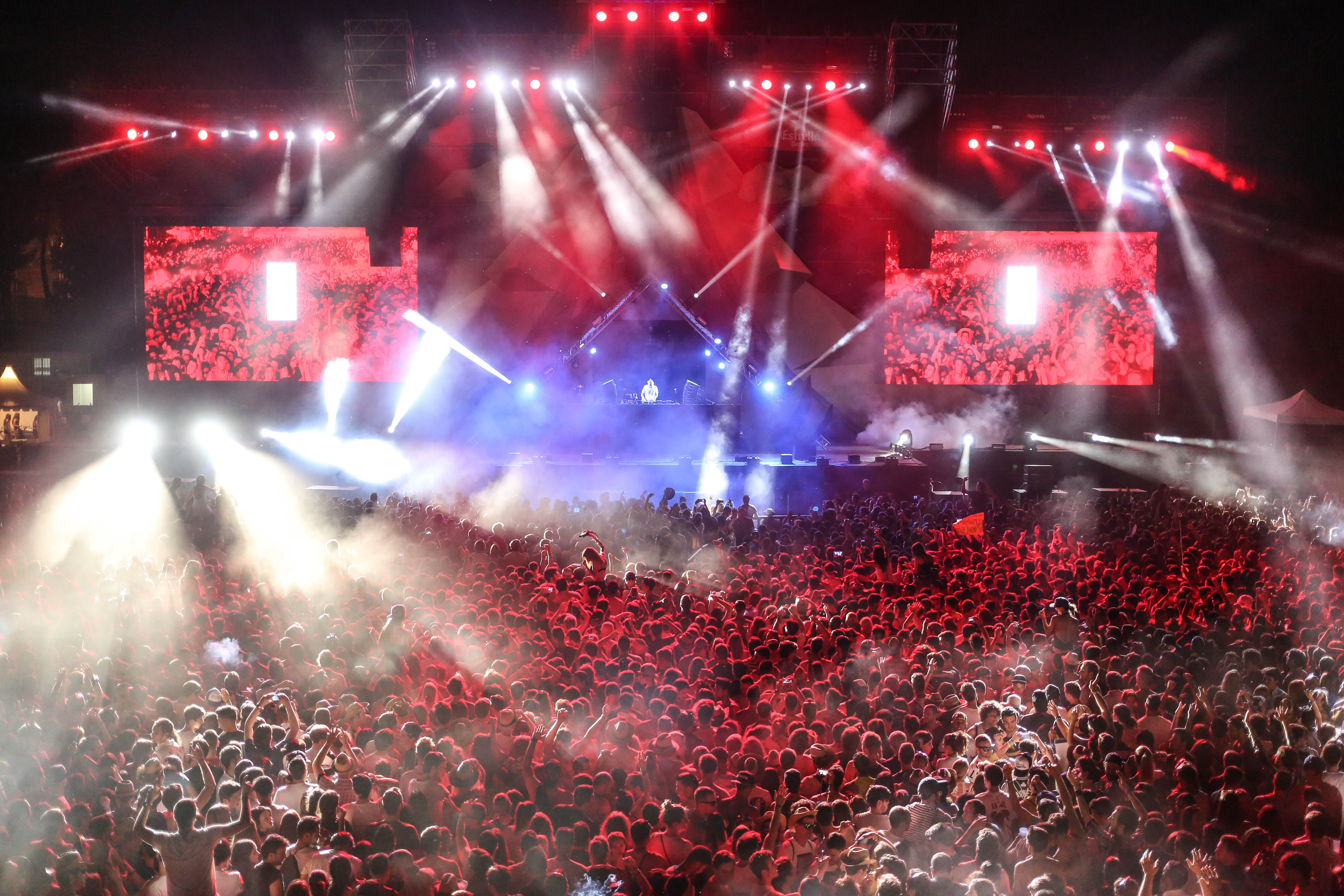
Гетта на фестивале в Мадриде, 2016 год

15 апреля 2016 года он выпустил сингл «No Worries». 30 сентября 2016 года Гетта выпустил новый сингл с Седриком Жерве и Крисом Уиллисом под названием «Would I Lie to You» на своем лейбле Jack Back Records. В том же году Гетта также сотрудничал с немецким диджеем Робином Шульцем над третьим синглом с третьего альбома Шульца под названием «Shed a Light», в котором также фигурировали чит-коды американских диджеев. Песня была выпущена 25 ноября и сертифицирована как золотая и платиновая в различных европейских странах.

### 2017—2019: Альбом 7
24 марта 2017 года Гетта выпустил сингл Light My Body Up. Он стал четвертым сотрудничеством Гетты с Ники Минаж, а также с Лилом Уэйном. В следующем месяце, 28 апреля, Давид Гетта выпустил песню «Another Life». В песне участвовала американская певица и автор песен Эстер Дин. 9 июня 2017 года был выпущен сингл Гетты «2U» с участием канадского певца Джастина Бибера, она вошла в Топ-200 более чем в 40 странах, а также стала платиновой во многих странах Европы. В конце месяца Гетта выпустил ремикс-версию песни «Versace on the Floor» Бруно Марса.
В течение всего лета Гетта выступал на различных концертах и фестивалях. 3 ноября 2017 года он выпустил сингл «Dirty Sexy Money» с участием Charli XCX и French Montana. Он исполнил концертную версию своего нового сингла на NRJ Music Awards и MTV Europe Music Awards.
1 декабря 2017 года он выпустил свой долгожданный сингл «So Far Away». Он включает вокал Джейми Скотта и Роми Дья. 16 февраля 2018 года Давид Гетта выпустил свою новую песню «Mad Love» вместе с Шоном Полом и Бекки Джи. За несколько месяцев до релиза Шон Пол сообщил, что Шакира будет исполнять эту песню, но в итоге ее заменила Бекки. Седьмая совместная песня Гетты и Сии, «Flames», была выпущена 22 марта 2018 года.

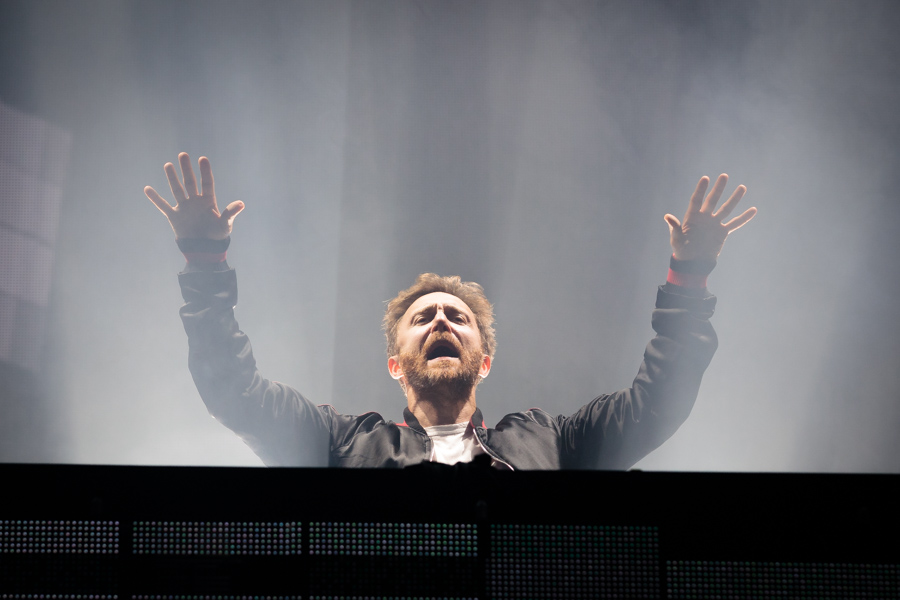
Гетта в 2018 году

29 июня 2018 года Гетта объявил в интервью Billboard, что он почти закончил работу над своим седьмым студийным альбомом и что он будет выпущен после лета 2018 года. 23 августа он подтвердил название альбома 7 и раскрыл трек-лист. В декабре 2019 года Гетта возглавил диджейский сет на концерте, посвященном Авичи. По собственным словам Гетты, он сыграл «Before I Say Goodbye» в первый и, вероятно, единственный раз во время концерта. В нем фигурирует британская певица и автор песен Аманда Уилсон.

### 2020-настоящее время:New RaveEP и United At Home

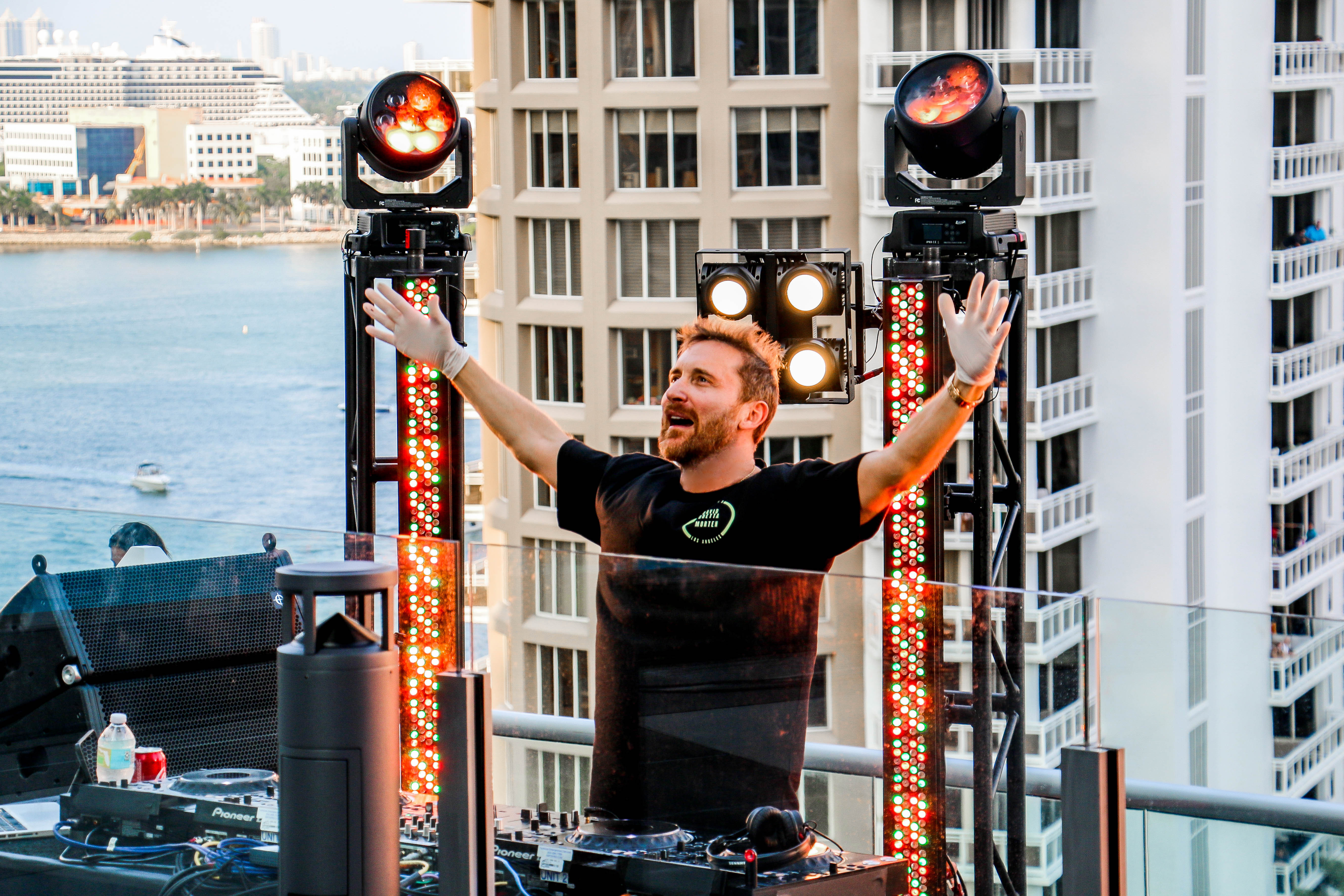
Гетта в 2020 году

11 сентября 2020 года Давид Гетта и Сиа воссоединились для нового сингла «Let’s Love». Он был спродюсирован и записан во время изоляции. Сингл занял 1-е место в глобальном чарте iTunes, 1-е место в USA Dance Radio Chart, 2-е место в European Radio Chart, 6-е место в Shazam Global Chart и на сегодняшний день собрал более 100 миллионов потоков, 22 миллиона просмотров на YouTube и 1 миллиард тегов #LetsLove на TikTok.
Дуэт насчитывает несколько мировых хитов с тех пор, как они впервые объединились для сингла «Titanium» 2011 года, который имеет более 1 миллиарда потоков. За ними последовали «She Wolf (Falling To Pieces)» 2012 года, набравшая более 500 миллионов просмотров на YouTube, и «Bang My Head» 2015 года, а песня «Flames» 2018 года стала самой популярной на европейском радио.
17 июля 2020 года Гетта и датский диджей MORTEN выпустили мини-альбом New Rave . Менее чем через год он собрал более 110 миллионов объединенных потоков.
18 апреля 2020 года он выступал у бассейна, откуда открывался вид на горизонт Большого центра Майами и воды залива Бискейн из своего номера в отеле Icon Brickell. Восемь тысяч местных жителей танцевали под песни французского диджея со своих балконов. Это выступление собрало более 25 миллионов просмотров, включая 17 миллионов просмотров на Facebook, 3,2 миллиона просмотров на YouTube, 1,3 миллиона просмотров в Twitter, 1,4 миллиона просмотров на Huya, 831 000 просмотров ВКонтакте, 650 000 просмотров на Twitch и так далее.
Были собраны средства для Всемирной организации здравоохранения, организации Feeding South Florida, Feeding America и французского фонда French Fondation Hôpitaux de Paris.
30 мая 2020 года Гетта выступила на нью-йоркской смотровой площадке в Рокфеллеровском центре перед виртуальной толпой из более чем 24 миллионов человек, чтобы помочь усилиям по оказанию помощи по COVID-19. Мероприятие под названием Major League Soccer and Heineken presents United At Home собрало полмиллиона долларов для Всемирной организации здравоохранения, организации Feeding South Florida, Feeding America и французского фонда French Fondation Hôpitaux de Paris.
Живое выступление проходило на открытом воздухе на 70-м этаже смотровой площадки и началось сразу после 7 вечера. Гетта играл на цифровом экране, показывая фанатов со всего мира, которые присоединились к вечеринке онлайн. На экране появились фронтовые рабочие Нью-Йорка, а также знаменитые гости.
Собранные средства поступили непосредственно в Фонд мэра для развития Нью-Йорка, возглавляемый первой леди Чирлейн Маккрей, которая является официальным представителем Нью-Йорка по сбору средств для помощи по COVID-19.
7 ноября 2020 года во второй раз занял 1-е место в ежегодном опросе DJ Magazine «Топ 100 диджеев», почти через десять лет после того, как он впервые занял первое место в 2011 году. Гетта получил свою награду во время Amsterdam Music Festival, виртуального шоу наград в Амстердаме, которое транслировалось по всему миру.
31 декабря 2020 года он провел виртуальный концерт в канун Нового года, организованный Лувром, под названием United at Home — Paris Edition, чтобы собрать средства для ЮНИСЕФ и благотворительной организации Restaurants du Cœur.

## Личная жизнь
Гетта женился на менеджере ночного клуба Кэти Лобе в 1992 году. У них двое детей: сын Тим Элвис Эрик (родился 9 февраля 2004 года) и дочь Энджи (родилась 23 сентября 2007 года) . После двадцати двух лет брака, Гетта подала на развод в Парижский суд в марте 2014 года, они до сих пор не договорились о разделении состояния в $30 000 000.

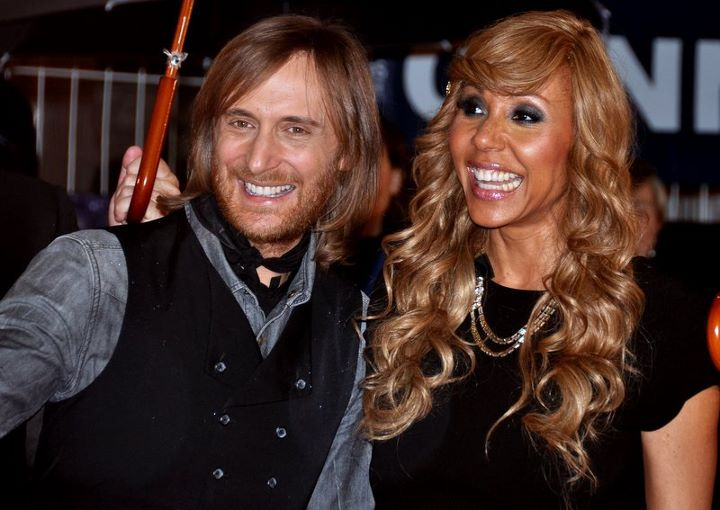
Давид и Кэти в январе 2012 года на NRJ Music Awards

1 февраля 2016 года Давид присутствовал на официальном приёме в честь лидера Кубы Рауля Кастро, проводившемся в Елисейском дворце вместе со своей нынешней спутницей, кубинской фотомоделью Джессикой Лэдон. Гетта и Джессика начали встречаться в 2015 году, сразу после того, как 48-летний француз развёлся со своей супругой Кэти. Гетта объявил на Латинской Грэмми 2023 года, что он ждет ребенка от своей нынешней спутницей Джессики Ледон. 17 марта 2024 года он объявил о рождении их сына Циана.

## Дискография

### Студийные альбомы
- Just a Little More Love (2002)
- Guetta Blaster (2004)
- Pop Life (2007)
- One Love (2009)
- Nothing but the Beat (2011)
- Listen (2014)
- 7 (2018)

### Сборники
- Fuck Me I’m Famous (2003)
- Fuck Me I’m Famous Vol. 2 (2005)
- Fuck Me I’m Famous — Ibiza Mix 06 (2006)
- Fuck Me I’m Famous — Ibiza Mix 08 (2008)
- Fuck Me I’m Famous — Ibiza Mix 08 (International version) (2008)
- Fuck Me I’m Famous: Ibiza Mix 2010 — compiled by Cathy & David Guetta (2010)

## Достижения
| Год  | Премия                  | Категория                                                                  | Номинированная работа                                                     | Итог         |
| ---- | ----------------------- | -------------------------------------------------------------------------- | ------------------------------------------------------------------------- | ------------ |
| 2006 | DJ Awards               | Best House DJ                                                              |                                                                           | Номинирован  |
| 2007 | DJ Awards               | Best International DJ                                                      |                                                                           | Выиграл      |
| 2007 | DJ Awards               | Best Ibiza Night                                                           | «Fuck Me I’m Famous»                                                      | Выиграл      |
| 2007 | World Music Awards      | World's Best Selling DJ                                                    |                                                                           | Выиграл      |
| 2007 | TMF Awards              | Best Dance Act                                                             |                                                                           | Номинирован  |
| 2008 | DJ Awards               | Best House DJ                                                              |                                                                           | Выиграл      |
| 2008 | MTV Europe Music Awards | Best French Act                                                            |                                                                           | Номинирован  |
| 2009 | DJ Awards               | Best House DJ                                                              |                                                                           | Номинирован  |
| 2009 | DJ Magazine             | Top 100 DJ's                                                               |                                                                           | Третье место |
| 2010 | Премия «Грэмми»         | Запись года (англ. Record of the Year)                                     | «Invasion of I Gotta Feeling (Megamix)» (совместно с The Black Eyed Peas) | Номинирован  |
| 2010 | Премия «Грэмми»         | Лучшая танцевальная запись (англ. Best Dance Recording)                    | «When Love Takes Over» (совместно с Келли Роуленд)                        | Номинирован  |
| 2010 | Премия «Грэмми»         | Лучший ремикс (англ. Best Remixed Recording, Non-Classical)                | «When Love Takes Over» (совместно с Келли Роуленд)                        | Выиграл      |
| 2010 | Премия «Грэмми»         | Лучший электронный/танцевальный альбом (англ. Best Electronic/Dance Album) | One Love                                                                  | Номинирован  |
| 2010 | MTV Europe Music Awards | Best Male                                                                  |                                                                           | Номинация    |
| 2010 | MTV Europe Music Awards | Best French Act                                                            |                                                                           | Номинация    |
| 2010 | World Music Awards      | Best DJ                                                                    |                                                                           | Выиграл      |
| 2010 | World Music Awards      | Best Producer                                                              |                                                                           | Выиграл      |
| 2010 | World Music Awards      | Best Selling French artist                                                 |                                                                           | Выиграл      |
| 2010 | NRJ Music Awards        | International Album of the Year                                            | One Love                                                                  | Выиграл      |
| 2010 | DJ Magazine             | Top 100 DJ's                                                               |                                                                           | Второе место |
| 2011 | Грэмми                  | Best Remixed Recording, Non-Classical                                      | «Revolver» (совместно с Мадонной)                                         | Выиграл      |
| 2011 | DJ Magazine             | Top 100 DJ's                                                               |                                                                           | Первое место |
| 2012 | BRIT Awards             | Международный певец                                                        |                                                                           | Номинация    |
| 2012 | Грэмми                  | Лучшая танцевальная запись                                                 | «Sunshine» (Avicii)                                                       | Номинация    |
| 2012 | Грэмми                  | Лучший танцевальный/электронный альбом                                     | Nothing but the Beat                                                      | Номинация    |
| 2012 | MTV Europe Music Awards | Лучший танцевальный исполнитель                                            |                                                                           | Победа       |

### Комментарии
1. ↑  Ге́тта с ударением на первый слог согласно  английскому произношению и Гетта́ с ударением на последний слог согласно  французскому произношению.